# Abietinaria turgida
Abietinaria turgida är en nässeldjursart som först beskrevs av Clark 1876.  Abietinaria turgida ingår i släktet Abietinaria och familjen Sertulariidae. Inga underarter finns listade i Catalogue of Life.